# Geiselmord im Luitpold-Gymnasium
Am 30. April 1919 erfolgte im Münchner Luitpold-Gymnasium die Hinrichtung von zehn Gefangenen durch Rotgardisten, in deren Folge die Münchner Räterepublik in Gewalt endete.
Die Bezeichnung „Geiselmord“ hat sich zwar etabliert, ist aber umstritten. So bezeichnet der Journalist Hermann Gilbhard (1994) die Tat als Verbrechen, nicht als Geiselmord, da sechs der Ermordeten Mitglieder der Thule-Gesellschaft waren, die politisch gegen die Räteregierung agiert hätten. Somit seien sie politische Gefangene gewesen bzw. wurden als Gesetzesbrecher festgenommen. Allerdings waren diese Personen keine Funktionäre der Thule-Gesellschaft, sondern einfache Mitglieder bzw. die Sekretärin. Die beiden hingerichteten Weißgardisten waren militärische Gefangene. Auf die gefangengehaltenen Zivilisten würde die Bezeichnung „Geisel“ zutreffen, da die Personen als Versicherung gegen die bevorstehenden Angriffe der Regierungstruppen und Freikorps benutzt werden sollten.

## Vorgeschichte
Im Zuge der Novemberrevolution 1918 rief Kurt Eisner am 8. November den „Freistaat Bayern“ als Republik aus. Wie König Ludwig III. waren alle regierenden Fürsten abgesetzt oder geflohen. Noch während der Konsolidierungsversuche wurde – am 21. Februar 1919 – Ministerpräsident Eisner in München vom ehemaligen Leutnant Anton Graf Arco ermordet, der als Motiv angab, dass Eisner ein Bolschewist und Jude gewesen sei und er damit seine „deutsche Gesinnung“ zeigen wollte. Die am 17. März gebildete Regierung unter Johannes Hoffmann wurde am 7. April durch die von Ernst Niekisch ausgerufene Räterepublik aus München verdrängt und floh nach Bamberg, um von dort aus die Arbeit fortzusetzen, die sich zunächst im Wesentlichen auf den Abwehrkampf gegen die Münchner Revolutionäre konzentrierte. Die erste Räterepublik prägten pazifistisch-anarchistische Intellektuelle wie Ernst Toller, Erich Mühsam, Gustav Landauer und Silvio Gsell, bestand indes nur eine Woche. 

### Zweite Räterepublik in München
Nachdem es den Münchner Revolutionären mit den neu aufgestellten und unter dem Kommando von Rudolf Egelhofer stehenden Roten Garden gelungen war, den konterrevolutionären Palmsonntagsputsch niederzuschlagen, änderte sich die Ausrichtung der Räterepublik, indem Mitglieder der neu gegründeten Kommunistischen Partei Deutschlands wie Eugen Leviné, Max Levien und Tobias Akselrod die zweite Räteregierung prägten.
Ab Mitte April wurden bei Anzing, Dachau und Starnberg Kämpfe zwischen der bayerischen Roten Armee und gegenrevolutionären Einheiten ausgetragen. Am 16. April gelang es bei der Schlacht um Dachau den Rotgardisten zunächst, die vorrückenden Freikorpsverbände zurückzuschlagen. Auf Seiten der Freikorps fielen vier Offiziere, 41 Mann wurden gefangen genommen (fünf Offiziere und 36 Soldaten). Die Revolutionäre verloren acht Mann.
Danach verschlechterte sich die Situation der bestehenden Räteregierung zunehmend. Die von Bamberg aus agierende geflohene Regierung Hoffmann organisierte den militärischen Widerstand gegen die Kommunisten, dazu verbanden sich die zurückgeschlagenen Freikorps mit dem von Hoffmann beim Reichswehrminister Gustav Noske (SPD) angeforderten Reichswehrverband in Stärke von 35.000 Mann.
Zur Sicherung ihrer zunehmend aussichtslosen Position angesichts der feindlichen Übermacht begann die Rotgardisten bei gezielten Festnahmen Geiseln zu nehmen. Auch Leviné selbst berichtete, dass bewaffnete Proletarier Geiseln gefangen nahmen, er selbst spricht immer von „Geiseln“ und nie von „Gefangenen“ o. ä. Am 30. April sollen etwa 1.400 Geiseln in München an verschiedenen Orten von der Roten Armee festgehalten worden sein, es gab den (von der Kommandantur mit 6:7 Stimmen abgelehnten) Plan, alle Geiseln beim Vorrücken der Weißen Garden auf der Theresienwiese zu erschießen, um das Vorrücken zu stoppen.
Starnberg war am 17. April 1919 durch den Einmarsch von Rotgardisten unter Führung von Hans Kain besetzt worden. Sie machten das Hotel Bayerischer Hof zu ihrem Hauptquartier. Am 29. April wurden die Revolutionäre von Regierungstruppen besiegt, dabei wurden 22 Rotgardisten und sechs weitere Revolutionäre erschossen.
Am 30. April 1919 morgens gegen 6 Uhr erreichte ein Telegramm das Luitpold-Gymnasium mit dem Inhalt, dass preußische Truppen vor den Toren Münchens stünden, dass vier Sanitätsmannschaften der Roten und ein 68-jähriger Mann erschossen worden seien und ein Kopfgeld auf Rotgardisten ausgesetzt worden sei. Diese Nachricht steigerte die ohnehin angespannte Stimmung der Besatzung im Luitpold-Gymnasium zu einer panischen Erregung. Daraufhin kam es zu spontanen gewalttätigen Übergriffen auf die beiden gefangenen Husaren, besonders auf den jüngeren Hindorf, der schwer misshandelt wurde.
Angeheizt wurde die gewalttätige Stimmung durch Gerüchte über die Erschießung von Rotarmisten in Grünwald. Diese waren aber falsch, denn Grünwald wurde erst am 1. Mai 1919 durch das von Oberstleutnant Herrgott geführte 1. Schützenregiment des Bayrischen Schützenkorps kampflos erobert. Ebenso gab es das wahrheitswidrige Gerücht, bei Forstenried seien 20 gefangene Rotarmisten erschossen worden. Eine Überprüfung dieser Nachrichten fand in der hektischen Untergangsstimmung nicht statt.

### Das Luitpold-Gymnasium als Kaserne der Rotgardisten

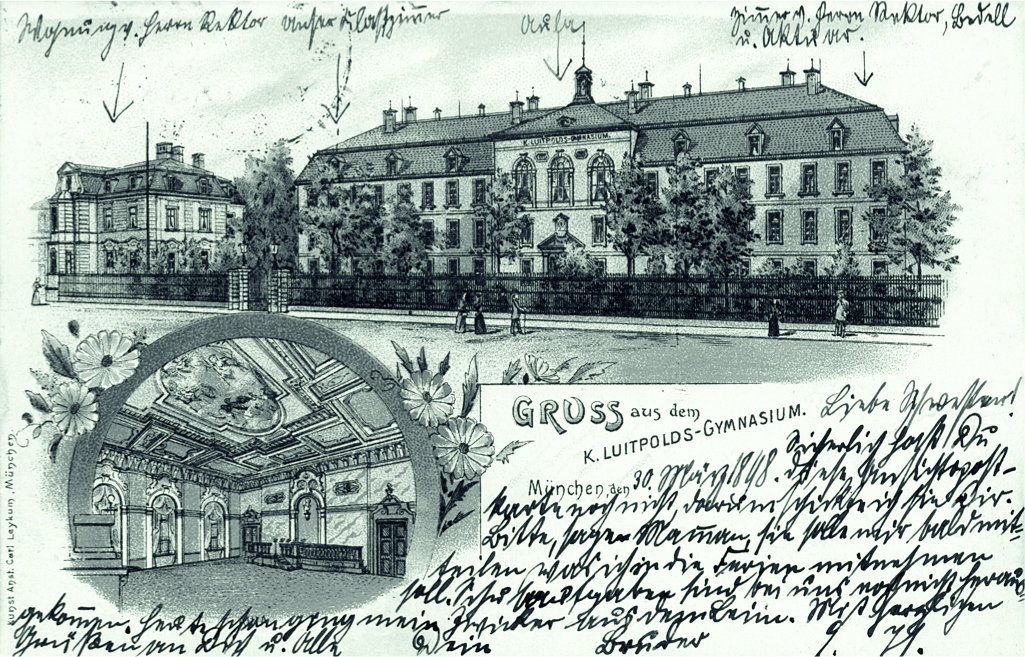
Ehemaliges Luitpold-Gymnasium in der Münchner Müllerstraße

Das 1887 gegründete Luitpold-Gymnasium war in einem ehemaligen Lazarettgebäude in der Müllerstraße 5–7 untergebracht.
Am 13. April 1919 wurde das Gymnasium von der IV. Abteilung der Roten Armee München besetzt und fortan als Kaserne benutzt. Die Zustände im ehemaligen Gymnasium müssen sehr chaotisch gewesen sein, da klare militärische Befehlsstrukturen und militärische Autorität fehlten. In der ersten Tagen der Besetzung wurde alles Greifbare geplündert und gestohlen. Im Gymnasium befanden sich etwa 750–800 Personen, von denen aber die wenigsten regulär in der Roten Armee dienten. So fassten am 20. April 750 Personen Mittagessen, obwohl der Etat nur 330 aufwies. Zum Abendappell traten dann nur 30 Mann an. Kommandant des Luitpold-Gymnasiums war der erst 25-jährige Gelegenheitsarbeiter Fritz Seidel, der über keine militärische Erfahrung verfügte. Dieser war zunächst Obmann der Kommunistischen Partei Sektion IV Gärtnerplatzviertel und kam auf Befehl Egelhofers ins Luitpold-Gymnasium. Zweiter Kommandant war der frühere Friseur und erwerbslose Monteur Willy Haussmann, der bereits Patient in der Nervenheilanstalt Eglfing gewesen war und sich später seiner Verhaftung durch Selbstmord entzog. Er war Stellvertreter Seidels in der Sektion Gärtnerplatzviertel gewesen. Hierher brachte die „Kommission zur Bekämpfung der Gegenrevolution“ die Geiseln.
Insbesondere als sich am 29. und 30. April durch den Einmarsch der Regierungstruppen und Freikorps der Zusammenbruch der Räterepublik abzeichnete, waren die Verhältnisse im Gymnasium chaotisch, anarchistisch und gewaltsam. Über den Umgang mit den Gefangenen bzw. deren Exekution herrschte Unklarheit. Die meisten Soldaten blieben wohl nur noch im Gymnasium, da Seidel am Nachmittag des 30. April (auch während der Exekution der Geiseln) die Lohnauszahlung vornahm. Gegen Abend und in der Nacht des 30. April verließen die Rotgardisten plündernd das Gymnasium, um unterzutauchen. Toller kam spät abends ins Gymnasium, befreite nach bestätigten Angaben die letzten Geiseln und wies verbliebene Rotgardisten an, ohne Uniform zu verschwinden. So kam es bei der Rückeroberung durch die Regierungstruppen und Freikorps am 1. und 2. Mai zu keinen Kämpfen am Gymnasium.

### Die Thule-Gesellschaft

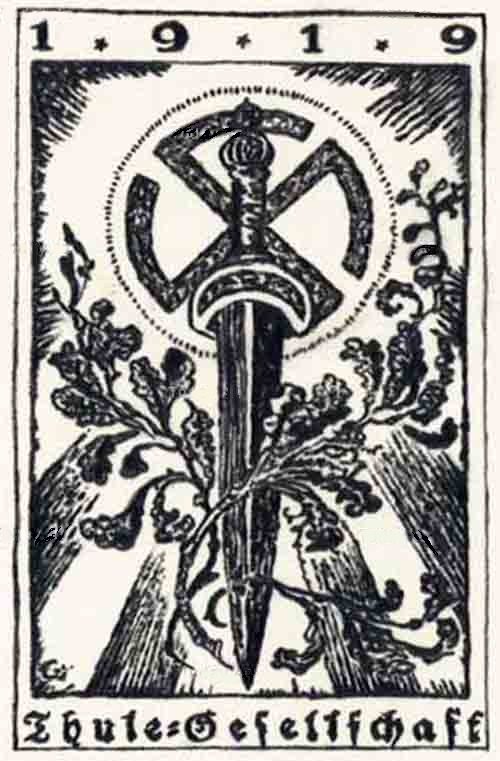
Emblem der Thule-Gesellschaft mit Hakenkreuz

Die rechtsextreme Thule-Gesellschaft engagierte sich intensiv zur Bekämpfung der Novemberrevolution u. a. durch ein Freikorps-Werbebüro. In ihrem Quartier im Hotel Vier Jahreszeiten wurden am 26. April nachmittags von einem Kommando Arbeiterwehr und Matrosen unter Befehl der Polizei ein Waffenlager, gefälschte Stempel mit der Unterschrift des Stadtkommandanten Rudolf Egelhofer, der Stadtkommandantur und der Eisenbahn, sowie deren Mitgliederkartei gefunden. Mitglieder der Gesellschaft hatten mit gefälschten Papieren in der Stadtkommandantur, in der KPD und in der Roten Armee Informationen sammeln können und diese an die gegnerische Exilregierung in Bamberg weitergeleitet. Die Sekretärin Gräfin von Westarp wurde zweimal am 26. April verhaftet, verhört und später wieder freigelassen. Auch andere Mitglieder der Thule-Gesellschaft wurden aufgegriffen, verhört und durften wieder gehen. Allerdings wurden zwei Militärkoffer konfisziert, die antisemitische Plakate und Flugblätter enthielten. Damit war die Quelle der antisemitischen Propaganda gefunden, die in München kursierte und die Räteregierung, der einige Juden angehörten (Ernst Toller, Erich Mühsam, Gustav Landauer, Eugen Leviné, Tobias Akselrod, Arnold Wadler und Frida Rubiner) bedrohte.
Anhand der bei der Durchsuchung der Räume der Thule-Gesellschaft aufgefundenen Listen wurden Thule-Mitglieder verhaftet. Da aber durch die vorherige Durchsuchung schon eine Warnung erfolgt war, gelang es den Entscheidungsträgern und wichtigen Person sich abzusetzen. Nur weniger wichtige Personen, die nicht gewarnt worden waren, und insbesondere vier Adelige wurden verhaftet. Dabei wurden die Wohnungen sämtlicher Mitglieder durchsucht. Alle Gefangenen wurden zur Stadtkommandantur gebracht, es waren dies Neuhaus und Deike, die in der Wohnung Neuhaus’ festgenommen wurden, v. Seidlitz, der aus seinem Atelier geholt wurde, sowie Daumenlang und v. Westarp, die in ihrer Wohnung aufgegriffen wurde. Anschließend wurden sie zum Polizeipräsidium gebracht, wo sie Egelhofer in Anwesenheit von Levien verhörte. Schließlich wurden die Gefangenen von Seidel ins Luitpold-Gymnasium gebracht. Dort kam v. Thurn und Taxis dazu, der von Seidel im Parkhotel festgenommen worden war, und v. Teuchert, der bei einer Erkundung aufgegriffen worden war. Somit waren nun im Luitpold-Gymnasium sieben Thule-Angehörige gefangen.
Dazu kamen die beiden im Kampf bei Oberschleißheim gefangengenommenen Husaren Linnenbrügger und Hindorf, die am Mittag des 29. April ins Luitpold-Gymnasium eingeliefert wurden. Hinzu kam der 62-jährige Kunstprofessor Berger, der am Vormittag des 30. April in der Nähe seiner Wohnung in der Adalbertstraße festgenommen worden war, da er vor einer Plakatsäule geäußert hatte, dass die dort von der Räteregierung angeschlagenen Bekanntmachungen zum Bürgerkrieg reizen würden, und das Plakat abgerissen hatte. Insgesamt waren jedoch etwa 23 Personen im Luitpold-Gymnasium gefangen, wobei sich deren Zahl ständig änderte, da weitere Gefangene hinzukamen oder entlassen wurden.

## Gefangenenerschießungen im Luitpolt-Gymnasium
Die zunehmend aussichtslose Lage im von den weißen Kräften umfassten München erhöhte die Spannungen im Aktionsausschuss zwischen Mitgliedern der USPD (Toller) und der KPD (Leviné, Levien, Akselrod). Offensichtlich bestanden kaum Chancen einer erfolgreichen Verteidigung ohne sinnlose Opfer. Während die Gruppe um den Pazifisten Toller auf Verhandlungen mit der „Regierung Hoffmann“ drängte, bestand die kommunistische Führung darauf, den Kampf weiterzuführen als historisches Signal für spätere revolutionäre Situationen. Da die Fraktion um Toller sich durchsetzte, zwang der Rätekongress Levien und Levin zum Austritt aus dem Vollzugsrat. Am 27. April trat der Aktionsausschuss zurück, seine Neuwahl geschah ohne Kommunisten. Der Gründer der Thule-Gesellschaft Rudolf von Sebottendorf vermutete, es sei der Plan von Levien und Leviné gewesen, die angespannte Situation der Räterepublik auf die Spitze zu treiben, um Verhandlungen zu verhindern. Deshalb mussten die roten Verbände zum Kampf gezwungen werden, indem der Gegner zum Angriff provoziert wurde. Die Ermordung ziviler Geiseln, die zum Teil dem Adel entstammten, würde dies leisten. Außerdem sind kollektive Rache und Hass der kommunistischen Führung als Motive für den Geiselmord anzunehmen, da die Thule-Gesellschaft mit ihrer antisemitischen Propaganda zur Absetzung des Aktionsausschusses um Levien und Leviné beigetragen hatte.
Das Luitpold-Gymnasium diente ab dem 27. April als Rückzugsort der kommunistischen Führung um Leviné und Levien, da es der einzige Platz in München war, an dem sie sich noch sicher fühlen konnten. Zuvor war das Wittelsbacher Palais der Versammlungsort gewesen. Mehrere Zeugen berichten von einer „geheimen Sitzung“ des „engeren Ausschusses“ bzw. des „Vollzugsrates“, die dort im Naturkundesaal in enger Fühlung mit Egelhofer, Seidel und Hausmann stattfand. An dieser Sitzung nahmen 25 Personen teil, darunter Leviné, Levien und Akselrod. Akselrod hat wohl am 28. April München verlassen. Seidel und Egelhofer seien wiederholt in der Sitzung anwesend gewesen. Beschlossen wurde, dass die militärische Leitung der Roten Armee ihre Posten einzunehmen habe und die politische Leitung (Leviné, Levien) verschwinden und untertauchen müsse.

Leviné und Levien waren zum Teil bei den Verhören der Gefangenen dabei und ließen sich alle Gefangenen im Kellerverlies von Seidel zeigen. Sie wussten also um das Schicksal der Geiseln. Ob sie auch am 30. April noch im Gymnasium waren, ist unklar. Einige Zeugenaussagen besagten, dass die geheime Sitzung um 6.00 Uhr früh endete, andere gaben an, dass auch noch am Nachmittag des 30. April Seidel Weisung vom „engeren Ausschuss“ bekam. Es wurde während des Prozesses nicht ermittelt, inwieweit Levien und Leviné als ideologische Führer der Roten Garden an den Morden konkret durch Befehle oder Billigung beteiligt waren. In seinem eigenen Prozess verurteilte Leviné die Ermordung der Geiseln nicht, obwohl sich das ungünstig auf sein eigenes Urteil auswirken konnte. Seine Argumentation zeigt, dass er eine blutige Eskalation einer friedlichen Lösung vorzog: 
Trotzdem, die Würfel sind gefallen. […] Wir können die Katastrophe nicht abwenden. […] ein ehrenvoller Tod und Lehren für die Zukunft ist alles, was wir aus der gegenwärtigen Lage retten können. […] Den blutigen Preis müssen wir doch zahlen, denn eine friedliche Lösung kann es nicht geben. […] Ich fürchte, wir sind verloren, so oder so. Viele von uns werden durch unseren Tod die künftige Freiheit einleiten. […] Wir dürfen es der Konterrevolution nicht so leicht machen, unser Blut zu vergießen. 
Danach sei ein Untergang im Kampf mit dem Klassenfeind auch im Sinne einer Identitätsbehauptung als Revolutionär eher zu vertreten als ein „unehrenvolles“ Aufgeben. In der aussichtslosen Lage blieb ein blutiger Untergang der Räterepublik mit Selbstaufopferung das ideologische Ziel.
Die Urteilsbegründung hob hervor, dass die Ermordung der Geiseln nach Vorstellung der kommunistischen Führer die unmotivierten Soldaten der Reste der Roten Armee zu selbstvernichtender blutgieriger Kampfesbereitschaft motivieren sollte.

Egelhofer verfasste ein Plakat, das die gefangenen Thule-Leute als Verbrecher darstellte:
Die reaktionären Diebe und Plünderer in Haft!
Am Samstag, dem 26. April 1919 nachmittags wurden [sic!] in dem hochvornehmen Hotel „Vier Jahreszeiten“ eine gemeingefährliche Bande von Verbrechern und Verbrecherinnen durch die Organe der Räteregierung abgefasst und in Haft genommen. Es waren durchwegs „Damen“ und Herren der sogenannten guten Gesellschaft. Ein Oberleutnant und eine Gräfin waren auch dabei. Diese Leute haben militärische Stempel nachgemacht und gefälscht und zu Diebstählen und Plünderungen größten Stiles benützt, indem sie Beschlagnahmungen durchführten. Sie haben riesige Mengen von Waren aller Art beschlagnahmt und auf dem Lande bei den Bauern räuberisch Vieh requiriert. Diese Verbrecher sind Erzreaktionäre, Agenten und Zutreiber für die weißen Garden, Hetzer gegen die Räterepublik, die dem Schieberunwesen rücksichtslos zu Leibe geht und den Schiebern und Kriegsgewinnlern deshalb aufs Blut verhasst ist. Natürlich haben sie die Räterepublik als Anstifter und Verüber [sic!] dieser Plünderungen ausgeschieen und damit Glauben gefunden, weil ja die Ausgeplünderten nicht wissen konnten, dass sie von Verbrechern mit Hilfe gefälschter Stempel vergewaltigt wurden. Der Name Egelhofer wurde durch Fälschung seines Faksimiles mißbraucht [sic!], die wohl berechnete Absicht war, sich falsche Ausweise zu verschaffen, um im Namen Egelhofers und der Regierung Verbrechen zu begehen und dadurch zugleich sich selbst zu bereichern und die Räteregierung verächtlich und verhasst zu machen. Das Faksimile, der Stempel mit dem Namen Egelhofer ist ungültig. Gültig allein ist die eigenhändige mit Tinte geschriebene Unterschrift. Damit ist der verbrecherische und hochverräterische Plan durchkreuzt und abgewehrt.
München, den 27. April 1919 R. Egelhofer
Die Anschuldigungen der Plünderungen, Diebstähle und Schiebereien wurden erfunden, da sie in der Notlage nach dem verlorenen Krieg bei der Bevölkerung besonders verhasst waren und die Plünderungen und Beschlagnahmungen durch die Rote Armee decken sollten. Obwohl Levien 26. April entmachtet worden war, verhörte er am Abend des gleichen Tages zusammen mit Egelhofer die gefangenen Thule-Leute.

### Die Opfer
Die Opfer waren in der Reihenfolge, in der sie erschossen wurden:

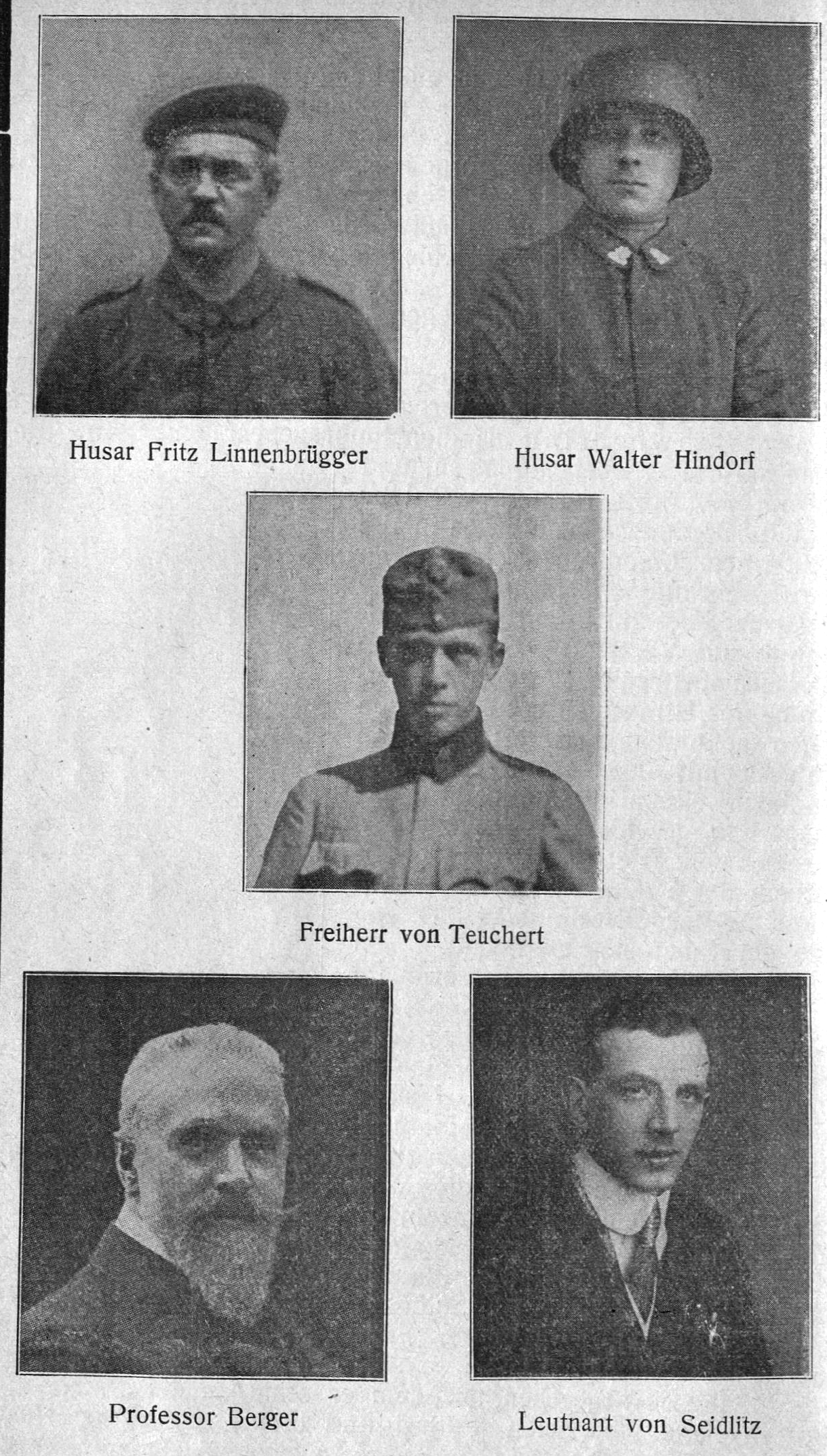
Opfer des Geiselmordes im Luitpold-Gymnasium

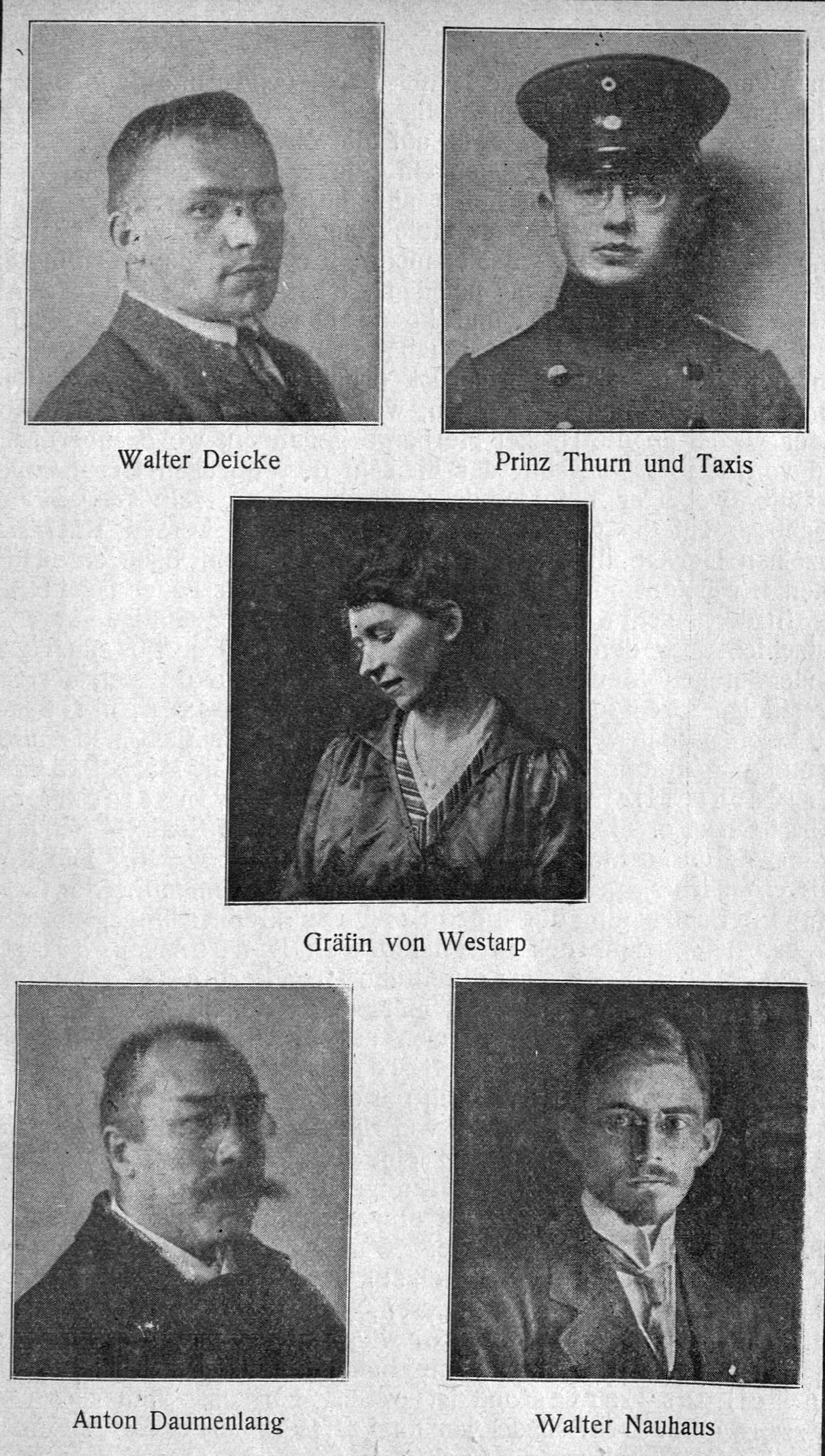
Opfer des Geiselmordes im Luitpold-Gymnasium, Teil 2

1. Fritz Linnenbrügger (41), geb. 1878 in Bielefeld, verheirateter Gefreiter bei dem Husaren-Regiment Nr. 8, militärischer Gefangener
2. Walter Hindorf (19), geb. 1900 in Weissenfels a. S. lediger Husar bei dem Husaren-Regiment Nr. 8, militärischer Gefangener
3. Anton Daumenlang (49), geb. 1870 in Königshofen, verheirateter Eisenbahnsekretär in München, Mitglied der Thule-Gesellschaft
4. Walter Deike (25), geb. 1894 in Magdeburg, led. Kunstgewerbezeichner in München, Mitglied der Thule-Gesellschaft
5. Freiherr Franz Karl von Teuchert (19), geb. 1900 in Regensburg, als militärischer Gefangener verhaftet, Anwärter auf Mitgliedschaft der Thule-Gesellschaft
6. Ernst Berger (62), geb. 1857 in Wien, Professor und Kunstmaler in München, erst gegen Mittag des 30. April festgenommen.
7. Walter Neuhaus (27), geb. 1892 in Bothsabello in Transval, lediger Bildhauer und Kunstgewerbler in München, Mitglied der Thule-Gesellschaft
8. Freiherr Friedrich Wilhelm von Seidlitz (28), geb. 1891 in Langen-Bielau in Schlesien, lediger Kunstmaler in München, Mitglied der Thule-Gesellschaft
9. Gräfin Hella von Westarp (32), geb. 1886 in Partenkirchen, ledige Sekretärin in München, Sekretärin der Thule-Gesellschaft
10. Prinz Gustav Franz Maria von Thurn und Taxis (32), geb. 1888 in Dresden, wegen seiner adeligen Herkunft festgenommen, Mitgliedschaftsaspirant der Thule-Gesellschaft

### Der Tathergang
Über die Vorgänge im Luitpold-Gymnasium haben unter anderem auch andere Geiseln berichtet, die in der fraglichen Zeit dort in den gleichen Räumen gefangen gehalten wurden, aber wieder entlassen bzw. beim Zusammenbruch der Räterepublik befreit worden sind.
Die in Luitpold-Gymnasium überführten Gefangenen wurden vom Kommandanten Seidel verhört. Protokolle wurden keine angefertigt und Gerichtsverfahren haben nicht stattgefunden.
In der Nacht zum 29. April gegen Mitternacht hat der Kommandant Seidel Levien, Leviné und einen dritten Anführer der Kommunisten in den Keller zu den Gefangenen geleitet und ihnen deren Namen genannt. Dieser dritte Mann war vermutlich nicht Akselrod, da dieser schon am 28. April München verlassen hatte.
In der Nacht vom 29. zum 30. April fand im Gymnasium eine geheime Sitzung der kommunistischen Führung, der sog. „engere Ausschuss“ statt, an der neben Levien und Leviné etwa 25 Personen teilgenommen haben. Diese Sitzung dauerte bis 6.00 Uhr früh.
Tagsüber, insbesondere am 30. April, waren im Schulsaal Nr. 49, 2. Stock, etwa 23 Personen untergebracht, wobei die Anzahl sich ständig änderte, da neue Gefangene hinzukamen bzw. Gefangene entlassen wurden. Nachts waren die Gefangenen unter miserablen Bedingungen in einem feuchten Kellerraum eingesperrt, der so klein war, dass die Gefangenen nur stehen konnten.
Das Telegramm, das das Gymnasium gegen 6 Uhr erreicht hatte, bewirkte spontane Gewaltaktionen gegen die beiden Husaren Linnenbrügger und Hindorf. Insbesondere der junge Soldat Hindorf wurde offenbar schwer misshandelt und verwundet. Kammerstetter überbrachte einen Befehl von Egelhofer an Seidel und führte die beiden Gefangenen in den Hof, während Schickelhofer Schützen zusammenstellte. Gegen 10 Uhr wurden Linnenbrügger und Hindorf im Hof erschossen. Dieser Mord wurde von Schickelhofer und Kammerstetter geleitet. Alle übrigen Gefangenen des Zimmer 49 wurden ebenfalls in den Hof geführt und mussten der Erschießung der beiden Weißgardisten zusehen. Anschließend wurden die Gefangenen in den Turnsaal geführt, wo sie Kartoffeln schälen mussten. Um 11.30 Uhr wurden sie wieder in Zimmer 49 geführt, wo sie eine Mittagsverpflegung erhielten.
Am Nachmittag gegen 13.30 brachten Kick und Pürzer den auf einen Zettel geschriebenen Befehl vom Kriegsministerium zum Gymnasium, der lautete, dass für elf in Grünwald erschossene Wachmannschaften die doppelte Anzahl Geiseln erschossen werden sollten. Dieser Befehl war von Egelhofer unterschrieben. Später kam auch Egelhofer selbst ins Gymnasium und sprach mit Seidel, der wiederum die Ausführung der Exekution Haussmann übertrug. Seidel habe die Sitzung des „inneren Ausschusses“ aufgesucht und kurze Zeit später mit den Worten „Jetzt haben wir es, jetzt können wir sie erschießen“ wieder verlassen.
Gegen 16 Uhr wurden die nächsten drei Gefangenen in den Hof zur Hinrichtungsstätte geführt, einer (Schutzmann Nies) wurde freigelassen. Während der Exekution waren nach dem Alarmläuten etwa 200 Soldaten der Roten Garden im Hof versammelt und weitere 150–200 Soldaten haben aus den Fenstern zugesehen. An der Exekution waren acht Männer in zwei Viererreihen beteiligt, darunter Soldaten, ein Matrose (Riethmaier) und ein Zivilist (Lermer). Dabei standen der oder die Schreiber (Gsell und/oder Hesselmann) und der stellvertretende Kommandant Willi Hausmann.
Das erste Opfer war wohl Daumenlang. Ihm wurde bei einem nachträglichen Schuss, den der Zivilist abfeuerte, die Schädeldecke zertrümmert. Als zweiter wurde Deike erschossen.
Die nächsten drei Gefangenen (v. Teuchert, Prof. Berger, Neuhaus) wurden in den Hof geführt. Das dritte Opfer war v. Teuchert, der aufrecht stehend den Exekutionsschützen mit dem Ausspruch „Ich sehe dem Tod ins Auge!“ ins Gesicht sah, sich dann aber doch umdrehte und von hinten erschossen wurde. Als viertes Opfer wurde Prof. Berger getötet, wobei vermutlich Dum-Dum-Geschosse verwendet wurden, da seine obere Gesichtshälfte vollständig zertrümmert wurde. Der greise Prof. Berger war bis zum Schluss davon ausgegangen, dass er nur zu einem Verhör geführt würde, zumal er selbst Jude war. Das fünfte Opfer war Walter Neuhaus.
Wiederum wurden drei Gefangene (v. Seidlitz, Gräfin Westarp, Prinz Thurn und Taxis) im Zimmer 49 abgeholt und in den Hof geführt.
Als Sechster wurde v. Seidlitz ermordet. Als Gräfin Westarp als Nächste erschossen werden sollte, bat sie noch schreiben zu dürfen, und sie schrieb auf dem Rücken eines Soldaten etwa 10–15 Minuten. Sie sagte noch zu den Soldaten: „Ich bin unschuldig, macht doch aus mir keine Leiche.“ Den Zettel übergab sie dem Schreiber, drehte sich zur Wand und wurde hinterrücks erschossen. Gustav von Thurn und Taxis wurde, als er schon an der Exekutionswand stand, noch einmal dem Befehlshaber Seidel vorgeführt, da er behauptete, dass eine Verwechselung vorliege und er nicht der gesuchte Taxis sei und er verlangte, dass seine Papiere erneut kontrolliert wurden. Seidel war in seinem Kommandantenzimmer, in dem sich 150 Leute drängten, mit der Lohnauszahlung beschäftigt und gab an, dass er keine Zeit hätte. In der Kanzlei herrschte ein chaotisches Gedränge an Soldaten und Zivilisten, die ihren Lohn in Empfang nehmen wollten bzw. Befehle und Anweisungen anfragten. Taxis kam kurz zurück in Zimmer 49 und wurde nach wenigen Minuten wieder in den Hof geführt und erschossen. Auch er musste von Dum-Dum-Geschossen getroffen worden sein, da die obere Hälfte des Gesichtes vollständig fehlte.
Bevor sie erschossen wurden, mussten die Opfer sämtliche Wertsachen und Briefe an den kommandoführenden Soldaten abgeben.
Entgegen erster Meldungen, die sich in München schnell verbreiteten, sind die Leichen nicht verstümmelt worden. Da sie allerdings aus nächster Nähe und wohl auch unter der Verwendung von Dum-Dum-Geschossen erschossen wurden, kam es zu grauenhaften Entstellungen, die es zum Teil schwer machten, die Identität der Leichen zu identifizieren. Der Plan zur Verwendung dieser Geschosse geht auch aus Zeugenaussagen hervor.
Nach der Tat wurden Wein und Zigaretten ausgegeben und in der Mensa des Gymnasiums wurde Musik gespielt und getanzt. Kommandant Seidel schloss die Lohnauszahlung gegen 22 Uhr ab und verließ das Gymnasium mit den übriggebliebenen 60000 Mark. In der Nacht verließen fast alle Soldaten und sonstige Personen das Gymnasium, um sich vor den einrückenden Regierungstruppen in Sicherheit zu bringen und unterzutauchen.

## Das Gerichtsverfahren
Der Stadtkommandant und Oberkommandant der Roten Armee in München Rudolf Egelhofer war bereits am 3. Mai nach seiner Festnahme am 1. Mai ermordet worden. Der stellvertretende Kommandant des Luitpold-Gymnasiums Willi Hausmann, der das Exekutionskommando zusammengestellt und die Ausführung der Hinrichtungen vollführt hatte, hatte sich durch Suizid der Gerichtsbarkeit entzogen. Daher bestand die Hauptverteidigungsstrategie aller Angeklagten darin, möglichst viel Schuld auf diese beiden Männer abzuwälzen.
Leviné wurde am 13. Mai verhaftet und in einem Gerichtsprozess ab dem 2. Juni zur Todesstrafe verurteilt, die am 5. Juni vollstreckt wurde. Der Geiselmord im Luitpold-Gymnasium spielte in diesem Prozess nur eine untergeordnete Rolle. Levien war nach Wien geflohen und Akselrod hatte wohl schon am 28. April München verlassen.
Am 1. September 1919 begann der Prozess gegen die 16 Angeklagten vor dem Volksgericht in München. Die Leitung der Verhandlung hatte Oberlandesgerichtsrat Aull, die Anklage vertrat Staatsanwalt Hoffmann. Unter den neun Verteidigern war neben Dr. Fritz Sauter auch Dr. Theodor Liebknecht (ein Bruder von Karl Liebknecht). Zu Beginn waren 141 Zeugen geladen. 114 Zeugen wurden von der Staatsanwaltschaft vernommen. Die Verhandlungen erstreckten sich über 15 Tage bis zum 18. September 1919.
Die wesentliche Frage im Gerichtsverfahren war, ob der Befehl zur Exekution vom kommunistischen Oberkommandanten der Roten Armee Rudolf Egelhofer gekommen war oder ob die Führung des Luitpold-Gymnasiums eigenmächtig gehandelt hatte. Dazu gab es widersprüchliche Aussagen. Die beiden Sekretärinnen behaupteten, dass Egelhofer nichts davon gewusst und sehr bestürzt auf die Nachricht der Geiselerschießung reagiert habe. Demnach hätten Seidel und Hausmann eigenverantwortlich agiert. Andere berichteten, dass jeweils ein schriftlicher Befehl von Egelhofer am Vor- und am Nachmittag des 30. April im Gymnasium eintraf, wobei der zweite Befehl von zwei Boten (Georg Pürzner und Johannes Kick) vom Kriegsministerium zum Luitpold-Gymnasium überbracht wurde und die Weisung enthielt, 22 Geiseln zu erschießen. Später kam Egelhofer selbst in das Gymnasium, sprach mit Seidel und befahl die Erschießung von 10 bis 15 Leuten. Seidel wiederum gab den Befehl an Hausmann weiter, der die zu erschießenden Geiseln aussuchte. Schickelhofer und Kammerstetter wurden beauftragt, die Schützen zusammenzustellen.

Die Resolution des 1. Inf. Reg., die angeblich am 28. April (dieses Datum ist mit Sicherheit falsch, vermutlich eher Mitte April) von bewaffneten Rotarmisten an Petermaier im Kriegsministerium überbracht worden war und an Egelhofer weitergeleitet wurde, hatte mit dem Geiselmord am 30. April nicht unmittelbar zu tun. Allerdings wurde die planmäßige Ermordung von Geiseln erstmals ins Spiel gebracht. Die Resolution lautete:
Resolution: Die Mannschaften des 1. Inf. Rgts. haben beschlossen, nachdem 8 Mann bei Dachau gefallen sind, sofort Geiseln zu erschießen: pro Mann 5 Geiseln, also 40 Geiseln. Diese Resolution muss sofort vollzogen werden. Die Mannschaften des 1. Inf. Rgts. der 1.,2. u. 3. Abteilung.
Petermaier schrieb darunter: 
An Egelhofer! Bitte die Sache in die Hand zu nehmen. Petermaier
und setzte den Stempel der Kommandantur darunter. Egelhofer wiederum schrieb darunter: 
An Vollzugsrat der Arbeiter- und Soldatenräte, Wittelsbacher Palais, meine Zustimmung gebe ich. R. Egelhofer

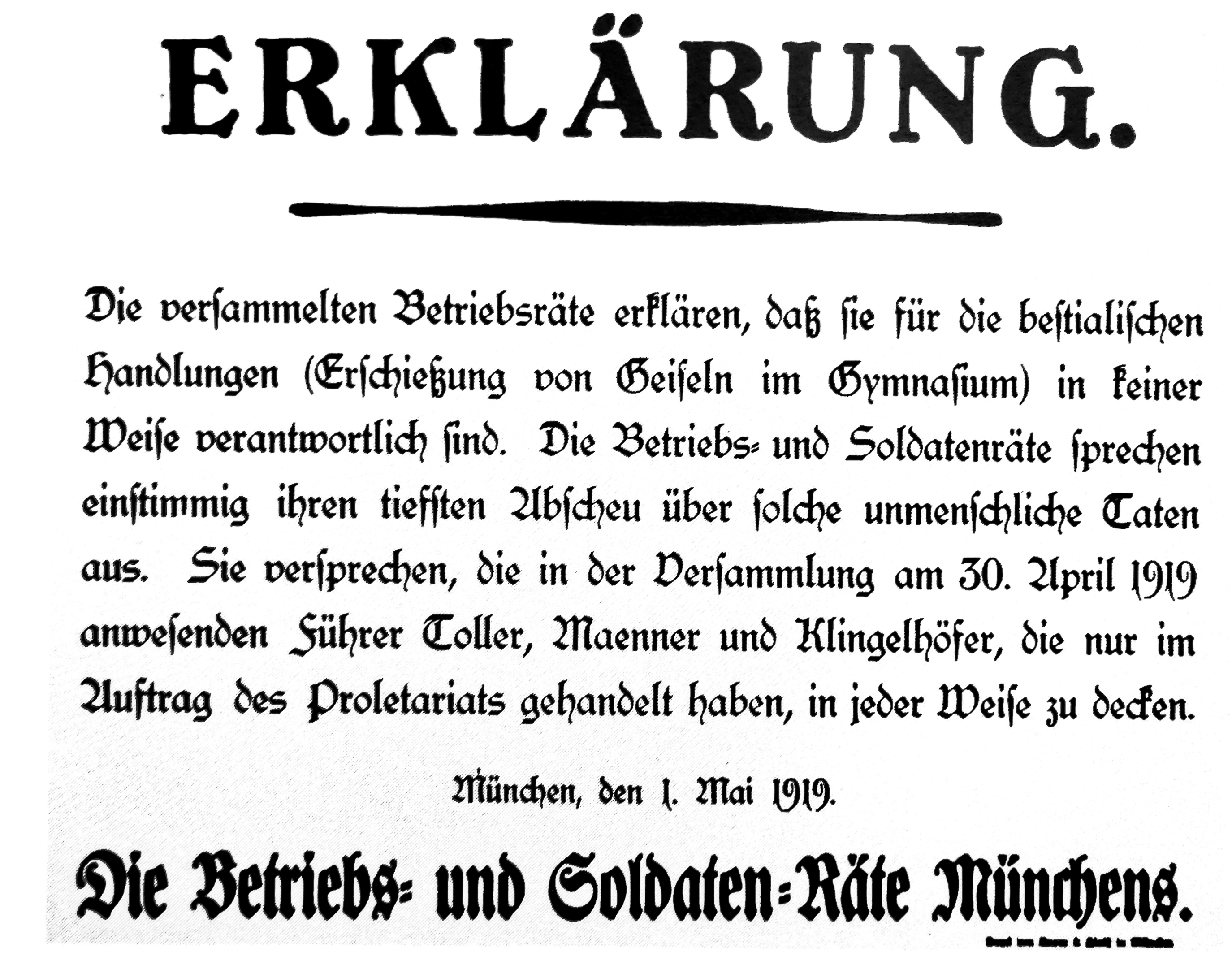
Erklärung der Betriebs- und Soldatenräte Münchens vom 1. Mai 1919 zum Geiselmord im Luitpold-Gymnasium am 30. April 1919

Da auf die „Schlacht um Dachau“ am 16. April Bezug genommen wurde, stammt diese Resolution aus den Tagen um Mitte April. Außerdem wurde am 28. April nach der Entmachtung des alten Vollzugsrats (Eugen Leviné, Max Levien, Willi Budich (Ps. Dietrich), Emil Maenner, Wilhelm Duske) ein neuer Vollzugsrat (Luitpold Wald, Heinrich Kellner, Josef Mayer, Adolf Schmidt) gewählt, dem die Rote Armee allerdings keine Folge leistete. Daher war dieses Schreiben mit Sicherheit an den alten Vollzugsrat im Wittelsbacher Palais gerichtet, der am 27. April entmachtet worden war. Ein direkter Bezug zum Geiselmord im Luitpold-Gymnasium ist daher unwahrscheinlich.

### Die Urteile

#### 1. Geiselmordprozess
Verurteilt wurden:
zu zweifacher Todesstrafe:
- Fritz Seidel (25), Kommandant des Luitpold-Gymnasiums
- Johannes Schickelhofer (41), Oberzugführer im Luitpold-Gymnasium, Leitung der Erschießungen

zur Todesstrafe:
- Josef Widl (21), Schütze bei der Erschießung der Husaren am Vormittag
- Georg Pürzer (22), Fahrer und Überbringer des Befehls von Egelhofer an Seidel, stand in unmittelbarer Nähe der Exekution
- Johann Fehmer (29), Rotgardist im Luitpold-Gymnasium, Schütze 4, Nahschuss auf v. Thurn und Taxis
- Josef Seidl (23), Rotgardist und Kantinenwirt im Luitpold-Gymnasium, Schütze 1

zu 15 Jahren Zuchthaus:
- Johannes Kick (35), Fahrer und Überbringer des Befehls von Egelhofer an Seidel, stand in unmittelbarer Nähe der Exekution
- Karl Gsell (24), Schreiber von Seidel, schrieb für Hausmann die Namensliste der Todesopfer und stand bei der Exekution direkt neben Hausmann
- Bernhard Johann Hesselmann (24), Schreiber und Stellvertreter von Seidel und Haussmann
- Georg Lermer (43), Zugführer, in Zivilkleidung, gab das Kommando zum Schießen
- Johann Hannes (26), Rotgardist im Luitpold-Gymnasium, Schütze
- Georg Huber (23), Rotgardist im Luitpold-Gymnasium, Schütze
- Wilhelm Riethmaier (19), Matrose und Rotgardist im Luitpold-Gymnasium, Schütze

Freigesprochen wurden:
- Johannes Schmittele (21), Rotgardist im Luitpold-Gymnasium, möglicher Schütze, eine Tatbeteiligung konnte ihm nicht nachgewiesen werden.
- Karl Völkl (22), Rotgardist im Luitpold-Gymnasium, möglicher Schütze, eine Tatbeteiligung konnte ihm nicht nachgewiesen werden.

Von der Strafverfolgung im Geiselmordfall wurde ausgenommen:
- Karl Petermaier (29), Gehilfe des Stadtkommandanten Mehrer, übergab Resolution des 1. Inf.-Reg an Egelhofer. Petermaier war wegen Hochverrates zu 1,5 Jahren Festungshaft verurteilt worden.

In der Urteilsbegründung heißt es:
Fritz Seidel und Schickelhofer waren nach Überzeugung des Gerichtes innerlich und äußerlich auf Geiseltötung vorbereitet. […] Der Entschluss, sie bei gegebener Gelegenheit umzubringen, verdichtete sich zum Tötungsvorsatz, als beide vormittags und nachmittags [des 30. Aprils, d. A.] einen Erschießungsbefehl Egelhofers erhielten, der bezweckte, den kampfunlustig gewordenen Soldaten der Roten Armee ein blutiges Schauspiel zu bieten, sie zur Blutgier zu reizen und dadurch die wankende Herrschaft der Räteregierung zu stützen […] Beide setzten die von Levien, Levinè und Egelhofer gebilligten Erschießungen mit Überlegung ins Werk […]
Die Todesurteile wurden am 19. September um 16.00 Uhr im Hof des Gefängnisses Stadelheim durch Erschießen vollstreckt.

#### 2. Geiselmordprozess
Am 13. Oktober 1919 begann der zweite Geiselmordprozess vor dem Volksgericht München. Den Vorsitz führte wiederum Oberlandesgerichtsrat Aull, die Anklage vertrat Staatsanwalt Hoffmann. Verteidiger war, wie auch im ersten Geiselmordprozess, Dr. Sauter. Wegen der umfassenden Beweiserhebungen im vorangegangenen Prozess wurden nur acht Zeugen geladen.
Angeklagt und verurteilt wurden:
- Alois Kammerstetter (27), Hilfsarbeiter, arrangierte mit Schickelhofer die Erschießung der beiden Husaren, zum Tode verurteilt wegen Mordes.

Zu 15 Jahren Zuchthaus verurteilt wurden wegen Beihilfe zum Mord:
- Luitpold Debus (18), Kellner
- Andreas Stelenko (23), Student und russischer Kriegsgefangener
- Rudolf Greiner (21), Tagelöhner

#### 3. Geiselmordprozess
Am 8. Juni 1920 begann die Zeugenvernehmung des dritten Geiselmordprozesses vor dem Volksgericht München. Zeugen waren unter anderem Verurteilte und Zeugen der ersten beiden Prozesse.
Angeklagt und verurteilt wurden:
- Heinrich Walleshauser war an den Erschießungen beteiligt, gab drei Fangschüsse auf am Boden liegende getroffene Opfer ab, Todesstrafe wegen Mordes.
- Ferdinand Rotter hatte als „politischer Kommissar“ an den Sitzungen des sog. „engeren Ausschusses“ teilgenommen, verurteilt wegen Beihilfe zum Hochverrat zu sieben Jahren Zuchthaus.

Das Todesurteil wurde am 9. Juni um 9.00 Uhr vormittags vollstreckt.

## Reaktionen und Folgen
Der „Geiselmord von München“ wurde nach Ende der Räterepublik propagandistisch aufgebauscht und um grausige Details vermehrt, er bildete einen Ausgang für eine radikale antikommunistische und antisemitische Massenagitation. Aus Rache an Kommunisten und Linkssozialisten folgten weitere blutige Gewalttaten und eine breite antijüdische Kampagne.
Der Schriftsteller und Rätemitglied Ernst Toller besichtigte als einer der ersten die Toten in einem Schuppen, bevor sie in ein Leichenschauhaus gebracht wurden. Er distanzierte sich von der Tat wie andere Vertreter und Sympathisanten der Räterepublik. Gerüchte über die bestialische Ermordung von Geiseln mit Verstümmelungen wurden bald in München verbreitet. Ein großer Teil der Bevölkerung lehnte das Geschehen ab, zum Beispiel Thomas Mann und der spätere Papst Eugen Pacelli.
Beim Einmarsch in München am 1./2. Mai und den Wochen verübten Regierungstruppen und Freikorps etliche Gewalttaten. So wurden am 2. Mai in Gräfelfing 53 ehemalige russische unbewaffnete Kriegsgefangene, die an den Kämpfen gegen Regierungstruppen unbeteiligt gewesen waren, standrechtlich verurteilt und erschossen.
Am 5. Mai wurden 12 unbewaffnete Arbeiter in Perlach festgenommen und ohne Verhandlung erschossen.
Am 6. Mai wurden nach Denunziation im Haus Karolinenplatz 6 in einem Blutbad 21 irrtümlich für „Spartakisten“ gehaltene Gesellen des Gesellenvereins „St. Joseph“ ermordet.
Der „Geiselmord“ vom 30. April im Luitpold-Gymnasium galt den Freikorps als Rechtfertigung für ihre nun folgende Terrorherrschaft (der sog. „Weiße Terror“) in München, die weitaus mehr Menschenleben forderte als die Kämpfe bis zum 3. Mai. Das Standrecht wurde in München am 1. August aufgehoben. Der Kriegszustand endete am 1. Dezember 1919.
Das dramatische und blutige Ende der Räterepublik in München hatte weitreichende Folgen für die politische Situation der 1920er und 1930er Jahre, zunächst für München und Oberbayern, ferner für ganz Deutschland. Während der Räterepublik hatte sich gezeigt, wie zersplittert und uneinig die Sozialisten und Kommunisten waren, eine geschlossene linke Fraktion gegen die rechten Kräfte blieb Illusion. Während der Räterepublik führte der „rote Terror“ und insbesondere der Geiselmord die schlimmsten Auswirkungen einer kommunistischen Revolution vor Augen, sodass es in der Folge für alle bürgerlichen und rechten Parteien leicht war, sich in der Abwehr einer „kommunistisch-jüdischen“ Bedrohung zu positionieren, was letztlich auch zum Erstarken der später gegründeten NSDAP führte. Da nach dem Fiasko der Räterepublik Sozialisten und Kommunisten München entweder verlassen hatten oder getötet worden waren, konnte München und Oberbayern als „Ordnungszelle“ des Reiches zur späteren „Hauptstadt der Bewegung“ der NSDAP werden.
Die Todesanzeigen der Thule-Gesellschaft in der Münchner Post und der Münchener Zeitung vom 8. Mai 1919 zeigten erstmals das Hakenkreuz in der Öffentlichkeit.

## Straßennamen in München
NS-Oberbürgermeister Karl Fiehler entschied am 13. August 1936 die Benennung von vier noch bestehenden Straßen im Münchner Stadtteil Trudering nach Opfern des Geiselmordes: die Deikestraße, Linnenbrüggerstraße, Teuchertstraße sowie die Hella-von-Westarp-Straße, deren etwas fehlerhafte Widmung lautet: „Geboren 11.1.1886 in Partenkirchen, erschossen am 30.4.1919 im Keller (!) des ehemaligen Luitpoldgymnasiums als Geisel der so genannten Rotgardisten des Arbeiter-, Bauern- und Soldatenrates.“ Diese Straßennamen gelten heute als umstritten. Ein vom Münchner Stadtrat eigens dazu eingesetztes Gremium untersucht seit 2022 die Geschichte dieser und weiterer historisch belasteter Münchner Straßennamen. Über eine mögliche Umbenennung soll nach Abschluss dieser Untersuchung entschieden werden.
Hella von Westarp liegt auf dem Münchner Westfriedhof begraben. Ihr Grab, dessen Inschrift kaum mehr entziffert werden kann, befindet sich in der Sektion 9, Reihe 6, Grab 12.

### Schriften bis 1933
- Paul Schweder: Der Münchner Geiselmord vor Gericht (= Deutsche Kriminal-Bücherei. Eine Sammlung von Berichten über interessante Kriminalprozesse des In- und Auslandes, I), Hochschul-Verlag, 1919
- unbek. Verfasser: Der Münchener Geiselmord – Wer trägt die Schuld? „Der Firn“ Verlag Berlin W62, 1919 (?).
- unbek. Verfasser: Die Münchener Tragödie – Entstehung, Verlauf und Zusammenbruch der Räte-Republik München, Verlagsgenossenschaft „Freiheit“, Berlin 1919.
- Heinrich Hoffman: Ein Jahr bayrische Revolution im Bilde. Verlag: Photobericht Hoffmann, München 1919.
- Josef Karl: Die Schreckensherrschaft in München und Spartakus im bayr. Oberland. Nach amtlichen Quellen aufgezeichnet von Josef Karl. Hochschulverlag München 1919.
- Paul Schweder: Der Münchner Geiselmord vor Gericht – Vorgeschichte, ausführlicher Verhandlungsteil und Urteil. Hochschul-Verlag München 1919.
- Paul Frölich (Ps. Paul Werner): Die Bayrische Räte-Republik – Tatsachen und Kritik. Frankes Verlag, Leipzig 1920.
- Karl Glock: Die Prozesse des Geiselmordes im Luitpold-Gymnasium in München vor dem Volksgericht. Einzige mit Unterstützung der Behörden reich illustrierte Ausgabe. Unparteiisch und ausführlich zusammengestellt nach den Berichten sämtlicher Münchener Zeitungen, 1920
- Emil Julius Gumbel: Vier Jahre politischer Mord, 1922.
- Rudolf von Sebottendorf: Bevor Hitler kam – Urkundliches aus der Frühzeit der Nationalsozialistischen Bewegung. Deukula-Verlag Grassinger & Co., München 1933.

### Schriften nach 1970
- Rosa Meyer-Leviné: Leviné – Leben und Tod eines Revolutionärs. Fischer Taschenbuch, Frankfurt a. Main, 1974.
- Heinrich Hillmayr: Roter und Weisser Terror in Bayern nach 1918. Ursachen, Erscheinungsformen und Folgen der Gewalttätigkeiten im Verlauf der revolutionären Ereignisse nach dem Ende des Ersten Weltkrieges. Nusser, München 1974.
- Tankred Dorst: Die Münchner Räterepublik – Zeugnisse und Kommentar. 7. Auflage, Suhrkamp, Frankfurt, 1980.
- Hermann Gilbhard: Thule-Gesellschaft – Vom okkulten Mummenschanz zum Hakenkreuz. Kiessling-Verlag, München 1994. (2. verb. Auflage 2015)
- Georg Kögelmeier: Die zentralen Rätegremien in Bayern 1918/19, C. H. Beck, München 2001.
- Benedikt Weyerer: Münchner Räterepublik – Mord im Luitpold-Gymnasium. In: Der Spiegel. 25. September 2007, ISSN 2195-1349
- Benedikt Weyerer: Hella Gräfin von Westarp. In: Geschichtswerkstatt Neuhausen e.V. (Hrsg.): Neuhauser Werkstatt-Nachrichten. Heft 18, 2007, ISSN 1436-5987, S. 70–72.
- Alexander Vatlin: Weltrevolutionär im Abseits – Der Kommissar der bayerischen Räterepublik Tobias Axelrod. Vierteljahreshefte für Zeitgeschichte. Jahrgang 62 (2014), Heft 4. S. 515–536.
- Joachim Schröder: Die Entstehung des Mythos vom „jüdischen Bolschewismus“. In: Gudrun Brockhaus (Hrsg.): Attraktion der Nazibewegung. Klartext, Essen 2014, ISBN 978-3-8375-1033-1, S. 231–249.

### Beiträge ab 2015
- Oliver Das Gupta: Folgenreiche Morde im Schulhof. In: Süddeutsche Zeitung. München 30. April 2019 (sueddeutsche.de).
- David Khunchukashvili, u. a.: Die Verflechtungen zwischen der Oktoberrevolution 1917 und der Münchner Räterepublik. OSMIKON, https://www.osmikon.de/themendossiers/muenchen-und-die-russische-revolution/oktoberrevolution-und-muenchner-raeterepublik, abgerufen am 20. April 2023.
- David Khunchukashvili: Eugen Leviné – „Der Tote auf Urlaub“; OSMIKON, https://www.osmikon.de/themendossiers/muenchen-und-die-russische-revolution/biografien/eugen-levine, abgerufen am 20. April 2023.
- Sebastian Raviol: „Das wirkt sich bis heute aus“. In: Münchner Merkur. 11. August 2018, abgerufen am 26. März 2023.